# Maison Spinoit
 (juin 2020).
La maison Spinoit est un bâtiment situé dans le boulevard Frans Dewandre à Charleroi (Belgique). Elle a été conçue en 1938 par l'architecte Maurice Hosdain pour le Docteur Spinoit. 
Conçue comme une maison individuelle avec cabinet de consultation, actuellement elle abrite un restaurant et les bureaux de Hub-C sans altérer sa finition d'origine.

## Architecture
Cette maison unifamiliale avec cabinet de consultation, représente une des réalisations les plus intéressantes de l'architecte Maurice Hosdain. Construite en 1938, elle est organisée en deux volumes traversant la parcelle. La façade principale vers le boulevard Dewandre est caractérisée par un bel étage qui se distingue par un volume en saillie avec des angles courbes. Une fenêtre en bandeau définit son élégance. Sur ce volume en surplomb au deuxième étage se dispose un balcon, finement travaillé avec un garde-corps métallique. La façade secondaire qui s'ouvre sur la rue Bernus est plutôt caractérisée par sa simplicité et son organisation verticale.

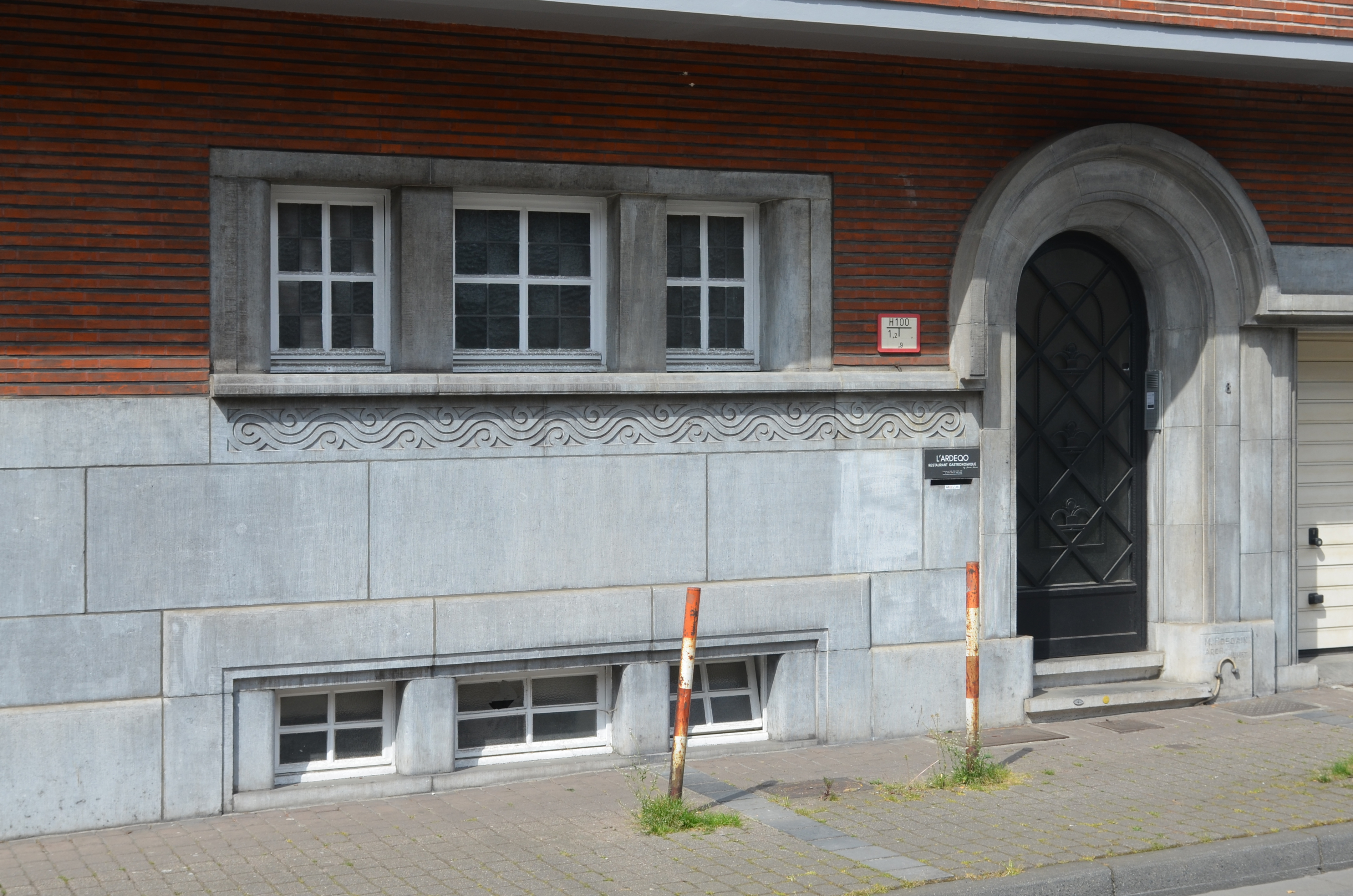
Vue de l'entrée.
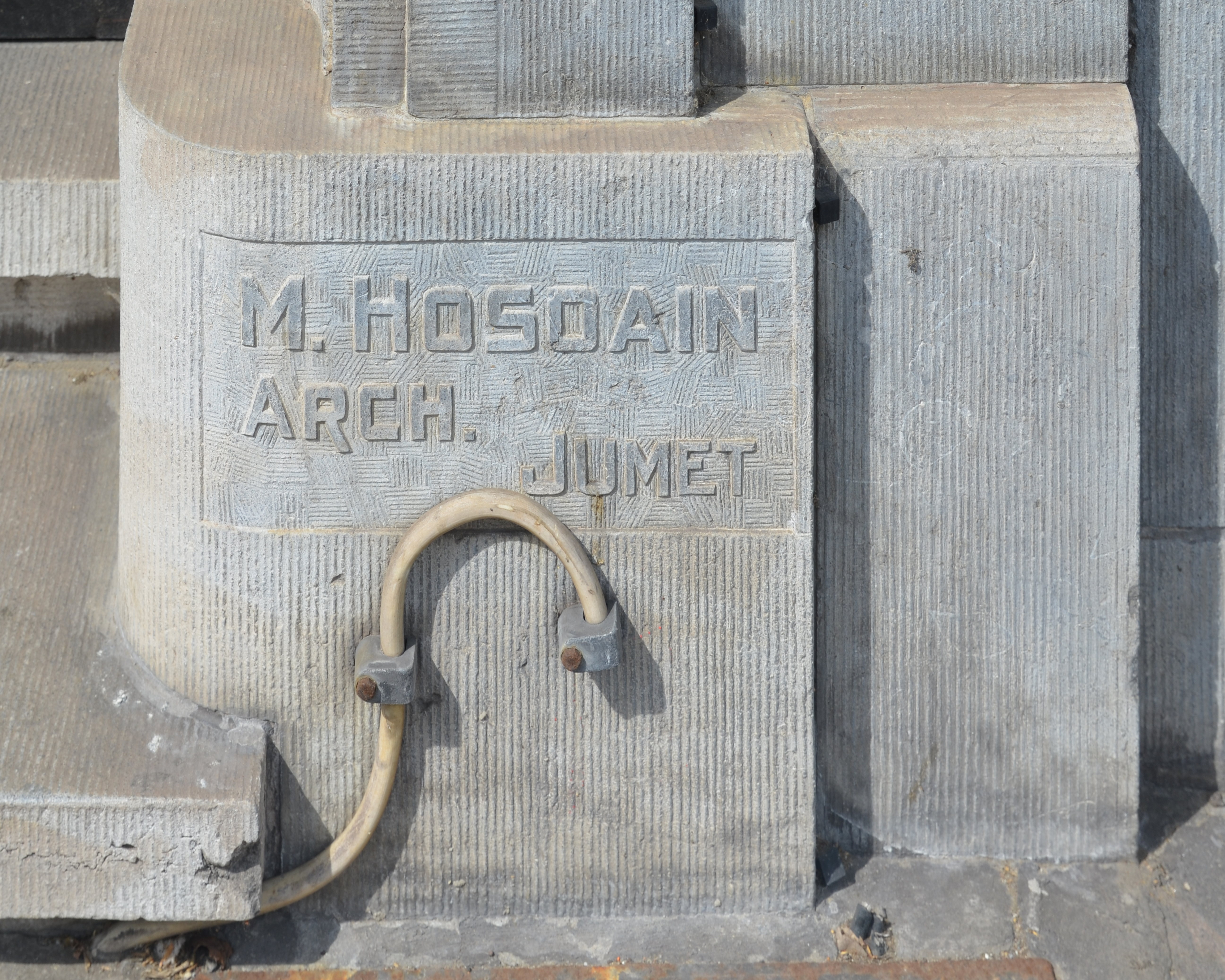
Plaque de l'architecte.
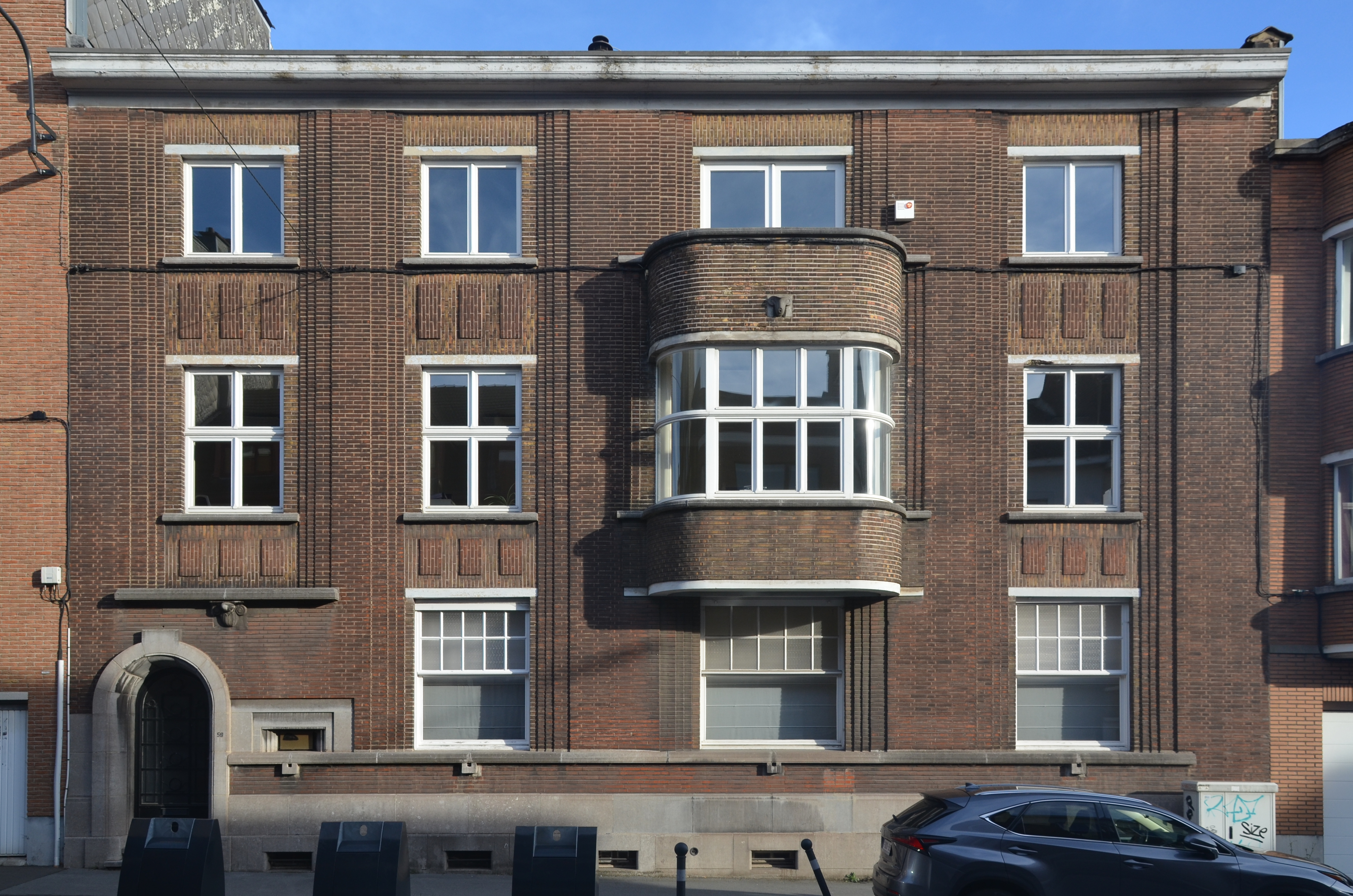
Façade de la rue Léon Bernus.